# VTT cross-country masculin aux Jeux olympiques d'été de 2000
Navigation
Atlanta 1996 Athènes 2004
Le cross-country masculin est l'une des deux compétitions de VTT aux Jeux olympiques de 2000. Il a eu lieu le 24 septembre et consistait en un circuit faisant au total 49,5 km.

## Résultats

### Course (24 septembre)
Trente-neuf coureurs sont classés.
| Rang                                | Coureur               | Pays               | Temps           |
| ----------------------------------- | --------------------- | ------------------ | --------------- |
| Médaille d'or, Jeux olympiques      | Miguel Martinez       | France             | 2 h 09 min 02 s |
| Médaille d'argent, Jeux olympiques  | Filip Meirhaeghe      | Belgique           | + 1 min 03 s    |
| Médaille de bronze, Jeux olympiques | Christoph Sauser      | Suisse             | + 2 min 18 s    |
| 4.                                  | José Antonio Hermida  | Espagne            | + 2 min 40 s    |
| 5.                                  | Lado Fumic            | Allemagne          | + 2 min 55 s    |
| 6.                                  | Thomas Frischknecht   | Suisse             | + 3 min 39 s    |
| 7.                                  | Cadel Evans           | Australie          | + 4 min 29 s    |
| 8.                                  | Carsten Bresser       | Allemagne          | + 4 min 34 s    |
| 9.                                  | Geoff Kabush          | Canada             | + 4 min 58 s    |
| 10.                                 | Paul Rowney           | Australie          | + 5 min 19 s    |
| 11.                                 | Bas van Dooren        | Pays-Bas           | + 5 min 34 s    |
| 12.                                 | Bart Brentjens        | Pays-Bas           | + 5 min 39 s    |
| 13.                                 | Rob Woods             | Australie          | + 5 min 39 s    |
| 14.                                 | Roland Green          | Canada             | + 6 min 16 s    |
| 15.                                 | Roberto Lezaun        | Espagne            | + 6 min 54 s    |
| 16.                                 | Marco Bui             | Italie             | + 7 min 06 s    |
| 17.                                 | Kashi Leuchs          | Nouvelle-Zélande   | + 7 min 35 s    |
| 18.                                 | Ludovic Dubau         | France             | + 7 min 46 s    |
| 19.                                 | Roel Paulissen        | Belgique           | + 7 min 52 s    |
| 20.                                 | Pavel Cherkassov (en) | Russie             | + 8 min 19 s    |
| 21.                                 | Marek Galinski        | Pologne            | + 8 min 33 s    |
| 22.                                 | Michael Rasmussen     | Danemark           | + 9 min 13 s    |
| 23.                                 | Oli Beckingsale       | Grande-Bretagne    | + 9 min 14 s    |
| 24.                                 | Ziranda Madrigal      | Mexique            | + 10 min 31 s   |
| 25.                                 | Nick Craig            | Grande-Bretagne    | + 10 min 57 s   |
| 26.                                 | Mannie Heymans        | Namibie            | + 11 min 29 s   |
| 27.                                 | Sergiy Rysenko        | Ukraine            | + 11 min 37 s   |
| 28.                                 | Robin Seymour         | Irlande            | + 11 min 37 s   |
| 29.                                 | Radim Kořínek         | République tchèque | + 12 min 06 s   |
| 30.                                 | Tinker Juarez         | États-Unis         | + 10 min 57 s   |
| 31.                                 | Hubert Pallhuber      | Italie             | + 13 min 53 s   |
| 32.                                 | Travis Brown          | États-Unis         | + 13 min 59 s   |
| 33.                                 | José Adrián Bonilla   | Costa Rica         | + 21 min 00 s   |
| 34.                                 | Raita Suzuki          | Japon              | + 1 tour        |
| 35.                                 | Tom Larsen            | Norvège            | + 1 tour        |
| 36.                                 | Jesper Agergaard      | Danemark           | + 1 tour        |
| 37.                                 | Primož Štrancar       | Slovénie           | + 1 tour        |
| 38.                                 | Kang Dong-woo         | Corée du Sud       | + 2 tours       |
| 39.                                 | Ken Muhindi           | Kenya              | + 4 tours       |
| —                                   | Renato Seabra         | Brésil             | Abandon         |
| —                                   | Christophe Dupouey    | France             | Abandon         |
| —                                   | Diego Garavito        | Colombie           | Abandon         |
| —                                   | Ignacio Gili          | Argentine          | Abandon         |
| —                                   | Peter Van Den Abeele  | Belgique           | Abandon         |
| —                                   | Patrick Tolhoek       | Pays-Bas           | Abandon         |
| —                                   | Rok Drasler           | Slovénie           | Abandon         |
| —                                   | Derek Horton          | Guam               | Abandon         |
| —                                   | Thomas Hochstrasser   | Suisse             | Abandon         |
| —                                   | Rune Høydahl          | Norvège            | Abandon         |

## Sources
- (en) Cet article est partiellement ou en totalité issu de l’article de Wikipédia en anglais intitulé « Cycling at the 2000 Summer Olympics – Men's cross-country » (voir la liste des auteurs).